# Vlag van Quiévrain
De vlag van Quiévrain is op 10 februari 1992 bij raadsbesluit vastgesteld als de vlag van de Henegouwse gemeente Quiévrain. De vlag kan als volgt worden beschreven:
Geel met een witte verticale streep met drie rode aflopende diagonale strepen, geplaatst langs de broekingzijde.
De vlag werd pas op 8 december 1992 bevestigd door de Franse Gemeenschapsregering. De vlag is gebaseerd op het gemeentewapen, dat orthogonaal tegen de klok in wordt gedraaid en omgekeerd (zodat de linkerbovenhoek rood is en niet wit).